# يارم قية عليا
يارم‌ قية عليا هي قرية في مقاطعة ماكو، إيران. عدد سكان هذه القرية هو 256 في سنة 2006.